# Igaraçu do Tietê (ort)
Igaraçu do Tietê är en ort i Brasilien.   Den ligger i kommunen Igaraçu do Tietê och delstaten São Paulo, i den södra delen av landet, 700 km söder om huvudstaden Brasília. Igaraçu do Tietê ligger 496 meter över havet och antalet invånare är 22 758.
Terrängen runt Igaraçu do Tietê är platt åt sydväst, men åt nordost är den kuperad. Närmaste större samhälle är Barra Bonita, 1,6 km norr om Igaraçu do Tietê.
Trakten runt Igaraçu do Tietê består till största delen av jordbruksmark. Runt Igaraçu do Tietê är det ganska tätbefolkat, med 230 invånare per kvadratkilometer.